# Bá quốc Nice
Bá quốc Nice (tiếng Pháp: Comté de Nice/Pays Niçois; tiếng Ý: Contea di Nizza/Paese Nizzardo; tiếng Occitan Niçard: Contèa de Niça/País Niçard) là một vùng đất lịch sử của Pháp, nằm quanh thành phố Nice, phía Đông Nam và gần tương đương với Quận Nice thuộc tỉnh Alpes-Maritimes, trong vùng Provence-Alpes-Côte d'Azur, Pháp ngày nay.
Sau khi Đế chế Tây La Mã xụp đổ, Nice trở thành một phần của Bá quốc Provence, và là một thực thể bán tự trị. Năm 1388, Nhà Savoy sáp nhập Nice, và nó trở thành một phần của Bá quốc Savoia. Năm 1614, Charles Emmanuel I, Công tước xứ Savoy biến Nice thành một cảng tự do. Từ thế kỷ XVII, Nice bị người Pháp chiếm đóng 2 lần (1691-1697 và 1707-1713). Trong Cách mạng Pháp, Nice bị Pháp sáp nhập. 